# Amazon S3 (servei)
Amazon Simple Storage Service (S3) és un servei ofert per Amazon Web Services (AWS) que proporciona emmagatzematge d'objectes mitjançant una interfície de servei web. Amazon S3 utilitza la mateixa infraestructura d'emmagatzematge escalable que Amazon.com utilitza per executar la seva xarxa de comerç electrònic. Amazon S3 pot emmagatzemar qualsevol tipus d'objecte, la qual cosa permet usos com ara emmagatzematge per a aplicacions d'Internet, còpies de seguretat, recuperació de desastres, arxius de dades, llacs de dades per a analítica i emmagatzematge al núvol híbrid. AWS va llançar Amazon S3 als Estats Units el 14 de març de 2006, i després a Europa el novembre de 2007.

## Detalls tècnics

### Disseny
Amazon S3 gestiona les dades amb una arquitectura d'emmagatzematge d'objectes que té com a objectiu proporcionar escalabilitat, alta disponibilitat i baixa latència amb una gran durabilitat. Les unitats d'emmagatzematge bàsiques d'Amazon S3 són objectes que s'organitzen en cubs. Cada objecte s'identifica mitjançant una clau única assignada per l'usuari. Els cubs es poden gestionar mitjançant la consola proporcionada per Amazon S3, amb programació amb l'AWS SDK o la interfície de programació d'aplicacions REST. Els objectes poden tenir una mida de fins a cinc terabytes. Les sol·licituds s'autoritzen mitjançant una llista de control d'accés associada a cada cub d'objectes i suport de versions que està desactivada per defecte. Com que els cubs solen tenir la mida d'un sistema de fitxers complet en altres sistemes, aquest esquema de control d'accés és molt gruixut. En altres paraules, els controls d'accés únics no es poden associar amb fitxers individuals. Amazon S3 es pot utilitzar per substituir la infraestructura d'allotjament web estàtica per objectes HTTP accessibles pel client, suport de documents d'índex i suport de documents d'error. El mecanisme d'autenticació d'Amazon AWS permet la creació d'URL autenticats, vàlids durant un període especificat. Tots els articles d'un cub també es poden servir com a font de BitTorrent. La botiga d'Amazon S3 pot actuar com a host de llavor per a un torrent i qualsevol client de BitTorrent pot recuperar el fitxer. Això pot reduir dràsticament el cost de l'ample de banda per a la descàrrega d'objectes populars. Es pot configurar un cub per desar la informació del registre HTTP en un cub germà; això es pot utilitzar en operacions de mineria de dades. Hi ha diversos sistemes de fitxers basats en el mode d'usuari (FUSE) per a sistemes operatius semblants a Unix (per exemple, Linux) que es poden utilitzar per muntar un cub S3 com a sistema de fitxers. La semàntica del sistema de fitxers Amazon S3 no és la d'un sistema de fitxers POSIX, de manera que és possible que el sistema de fitxers no es comporti del tot com s'esperava.

### Classes d'emmagatzematge d'Amazon S3
Amazon S3 ofereix nou classes d'emmagatzematge diferents amb diferents nivells de durabilitat, disponibilitat i requisits de rendiment.
- Amazon S3 Standard és l'opció predeterminada. És un emmagatzematge de propòsit general per a dades d'accés freqüent.
- Amazon S3 Express One Zone és un emmagatzematge de latència de mil·lisegon d'un dígit per a dades d'accés freqüent i aplicacions sensibles a la latència. Emmagatzema dades només en una zona de disponibilitat.[13]
- Amazon S3 Standard-Infrequent Access (Standard-IA) està dissenyat per a dades d'accés menys freqüent, com ara còpies de seguretat i dades de recuperació de desastres.
- Amazon S3 One Zone-Infrequent Access (One Zone-IA) funciona com l'Standard-IA, però emmagatzema dades només en una zona de disponibilitat.
- Amazon S3 Intelligent-Tiering mou els objectes automàticament a una classe d'emmagatzematge més rendible.
- Amazon S3 a Outposts ofereix emmagatzematge a instal·lacions no allotjades per Amazon.
- Amazon S3 Glacier Instant Retrieval és un emmagatzematge de baix cost per a dades a les quals s'accedeix rarament, però que encara requereix una recuperació ràpida.
- Amazon S3 Glacier Flexible Retrieval també és una opció de baix cost per a dades de llarga vida; ofereix 3 velocitats de recuperació, que van des de minuts fins a hores.
- Amazon S3 Glacier Deep Archive és l'emmagatzematge de menor cost per a dades d'arxiu de llarga durada al qual s'accedeix menys d'una vegada a l'any i es recupera de manera asíncrona.

Les classes d'emmagatzematge d'Amazon S3 Glacier anteriors són diferents d'Amazon Glacier, que és un producte independent amb les seves pròpies API.

### Límits de mida del fitxer
Un objecte a S3 pot tenir entre 0 bytes i 5 TB. Si un objecte és més gran que 5 TB, s'ha de dividir en trossos abans de pujar-lo. En carregar, Amazon S3 permet un màxim de 5 GB en una única operació de càrrega; per tant, els objectes de més de 5 GB s'han de carregar mitjançant l'API de càrrega multipart S3.

## Usos

### Usuaris destacats
- El servei d'allotjament de fotografies SmugMug utilitza Amazon S3 des de l'abril de 2006. Van experimentar diverses interrupcions i alentiments inicials, però després d'un any van descriure que era "considerablement més fiable que el nostre propi emmagatzematge intern" i van afirmar que havien estalviat gairebé 1 milió de dòlars en costos d'emmagatzematge.[15]
- Netflix utilitza Amazon S3 com a sistema de registre. Netflix va implementar una eina, S3mper,[16] per abordar les limitacions d'Amazon S3 d'una eventual consistència.[17] S3mper emmagatzema les metadades del sistema de fitxers: noms de fitxers, estructura de directoris i permisos a Amazon DynamoDB.[18]
- Reddit està allotjat a Amazon S3.[19]
- Bitcasa,[20] i Tahoe-LAFS -on-S3,[21] entre d'altres, utilitzen Amazon S3 per a serveis de còpia de seguretat i sincronització en línia. El 2016, Dropbox va deixar d'utilitzar els serveis d'Amazon S3 i va desenvolupar el seu propi servidor al núvol.
- El CEO de Swiftype ha esmentat que la companyia utilitza Amazon S3.[22]